# Type 094
Le Type 094 (désignation du département de la Défense des États-Unis : Classe Jin, désignation chinoise : 09-IV) constitue la deuxième génération de sous-marin nucléaire lanceur d'engins mis en service par la marine de l'armée populaire de libération de la république populaire de Chine. Comme son prédécesseur le type 092, le premier exemplaire a été achevé en 2007.

## Caractéristiques techniques
Le sous-marin, dont les caractéristiques n'ont fait l'objet d'aucune publication officielle, sont mal connues. Les sous-marins de cette classe auraient une longueur de 135 mètres pour un diamètre de 12,5 mètres et un déplacement en plongée de 11 000 tonnes. Il emporterait 12 missiles balistiques  JL-2 de 7 à 8000 km de portée et emportant 3 à 4 têtes nucléaires.

## Carrière opérationnelle
Cette série de sous-marins est construite dans le Chantier naval Bohai situé dans la province de Liaoning à 200 km au nord-est de Pékin. Le premier exemplaire a été achevé en 2007. Six exemplaires de cette série, qui devrait en comporter 8, auraient été construits en 2021, le dernier a cette date étant le Changzheng-18 entré en service en grande pompe le 21 avril 2021 au contraire de la discrétion habituelle. 
Le port d'attache est la base de sous-marins de Hainan. Le sous-marin n'est pas considéré comme très réussi car il serait aussi bruyant que les  sous marins soviétiques de la classe Delta III des années 1970[réf. souhaitée]. 

Schéma du type 094
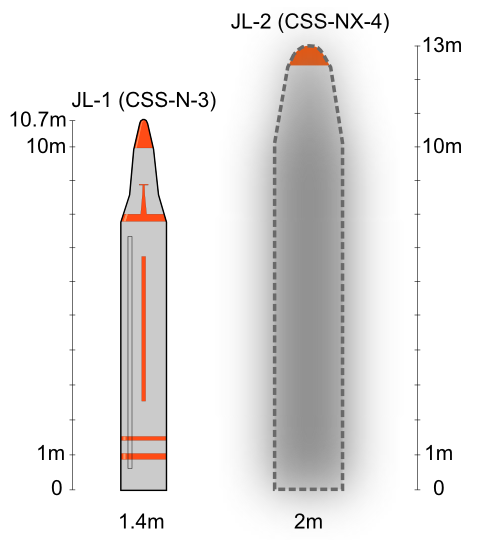
Missiles JL-1 et JL-2.

## Comparaison avec les autres SNLE
| Caractéristique                 | Le Triomphant                                                            | Ohio                                                                                    | Delta IV                                                              | Boreï                                                         | Vanguard                                               | Xia                                           | Type 094 (Jin)                                  |
| ------------------------------- | ------------------------------------------------------------------------ | --------------------------------------------------------------------------------------- | --------------------------------------------------------------------- | ------------------------------------------------------------- | ------------------------------------------------------ | --------------------------------------------- | ----------------------------------------------- |
| Pays                            | France                                                                   | États-Unis                                                                              | Russie                                                                | Russie                                                        | Royaume-Uni                                            | Chine                                         | Chine                                           |
| Mise en service                 | 1997-2010                                                                | 1981-1997                                                                               | 1984-1990                                                             | 2013-                                                         | 2007 -                                                 | 1987                                          | 2010-                                           |
| Unités construites/à construire | 4/0                                                                      | 18/0                                                                                    | 7/0                                                                   | 4/6                                                           | 4/0                                                    | 1/0                                           | 6?/?                                            |
| Longueur                        | 138 m                                                                    | 170 m                                                                                   | 166 m                                                                 | 170 m                                                         | 149,9 m                                                | 120 m                                         | 135 m                                           |
| Diamètre                        | 10,6 × 12,5 m                                                            | 13 m                                                                                    | 8,8 × 12,3 m                                                          | 10 × 13,5 m                                                   | 12 × 12,8 m                                            | 8 × 10 m                                      | 12,5 m                                          |
| Déplacement en plongée          | 14 335 t                                                                 | 18 750 t                                                                                | 18 200 t ?                                                            | 24 000 t                                                      | 15 600 t                                               | 8 000 t                                       | 11 000 t                                        |
| Vitesse                         | 25 nœuds (46 km/h)                                                       | 25 nœuds                                                                                | 24 nœuds                                                              | 30 nœuds                                                      | > 25 nœuds                                             | 22 nœuds                                      | ?                                               |
| Profondeur                      | > 400 m                                                                  | > 240 m                                                                                 | 320 m                                                                 | 450 m                                                         | ?                                                      | 300 m                                         | ?                                               |
| Équipage                        | 111                                                                      | 155                                                                                     | ?                                                                     | 107                                                           | 135                                                    | 100                                           | ?                                               |
| Missiles stratégiques           | 16 missiles M51 96 têtes de 100 kt Portée : 9 000 / 10 000 km            | uniqut version nucléaire 24 Trident II avec 12 têtes de 100 kt Portée : 11 300 km       | 24 Layner avec 4 à 12 têtes de 500/100 kt Portée : 8 000 à 12 000 km  | 16 Boulava avec 6 à 10 têtes de 150/100 kt Portée : 10 000 km | 16 Trident II 1 à 8 têtes de 100 kt Portée : 12 000 km | 12 JL-1 A 1 tête 250/500 kt Portée : 2 500 km | 12 JL-2 1 à 8 têtes de 455 kt Portée : 7 200 km |
| Armement conventionnel          | 4 tubes lance-torpilles 18 torpilles F17 ou missiles anti-navires Exocet | 4 tubes lance-torpilles unique version non nucléaire 154 missiles de croisière Tomahawk | 4 tubes lance-torpilles Missiles anti-navires Viyuga 12 armes en tout | 6 tubes lance-torpilles Missiles anti-navires Viyuga          | 4 tubes lance-torpilles                                | 6 tubes lance-torpilles                       | ?                                               |